# Ludvig Filip, greve av Paris

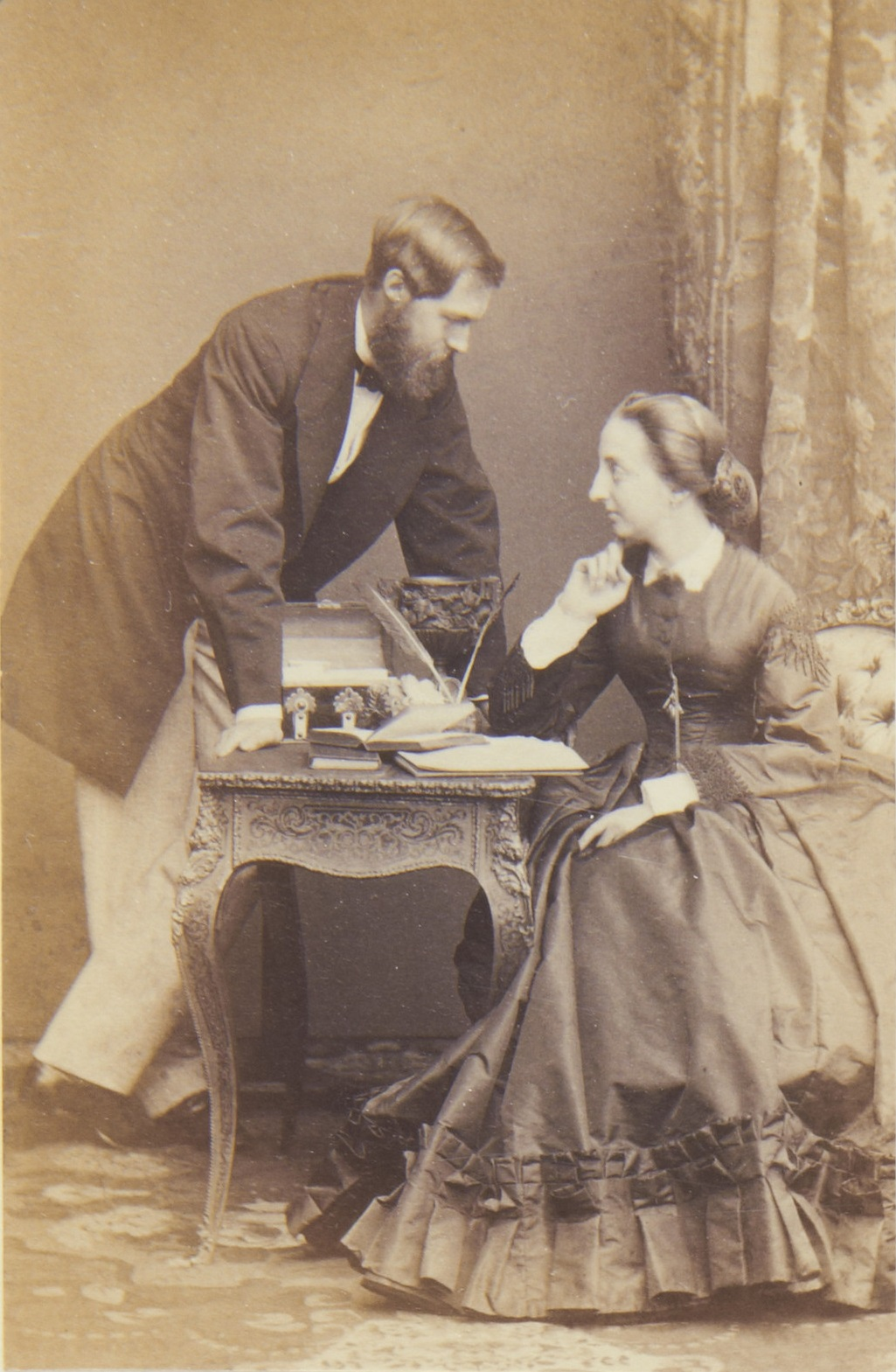
Ludvig Filip, greve av Paris och hans maka, Isabelle av Orléans

Ludvig Filip Albert av Orléans, franska Louis Philippe Albert d'Orléans, greve av Paris, född 24 augusti 1838 i Tuileriepalatset i Paris, död 8 september 1894 på Stowe House i Buckinghamshire, var sonson till kung Ludvig Filip I och son till Ferdinand Filip och Helena av Mecklenburg-Schwerin. Han blev tronarvinge då hans far avled i en droskolycka 1842.
Efter februarirevolutionen 1848 försökte Ludvig Filip I göra honom till sin efterträdare, men den andra republiken kom emellan och tog hans plats. Efter kejsardömets fall var Ludvig Filip ivrig anhängare av fusionismen mellan de stridande riktningarna inom huset Bourbon. Han blev efter greven av Chambords död 1883 tronpretendent för Frankrikes samtliga monarkister.

## Familj
1864 gifte han sig med sin kusin Marie Isabelle av Orléans, infanta av Spanien, med vilken han fick åtta barn:
- Amélie av Bourbon-Orléans (1865–1951). Hon gifte sig med Karl I av Portugal 1886.
- Ludvig Filip Robert, hertig av Orléans (1869–1926).
- Hélène av Orléans (1871–1951). Hon gifte sig med Emmanuel Filiberto, andre hertig av Aosta 1895.
- Charles av Orléans (1875–1875).
- Isabelle av Orléans (1878–1961). Hon gifte sig med Jean av Orléans, hertig av Guise 1899.
- Jacques av Orléans (1880–1881).
- Louise av Orléans (1882–1958). Hon gifte sig med prins Carlo av Bourbon-Bägge Sicilierna 1907. Genom sin dotter Maria de las Mercedes de la Bourbon blev hon mormor till kung Juan Carlos I av Spanien.
- Ferdinand av Orléans, hertig av Montpensier (1884–1924). Han gifte sig med Marie Isabelle Gonzales de Olañeta et Ibaretta, tredje markisinna av Valdeterrazo 1921.